# Giovanni Zonca
Giovanni Zonca (Suisio, 4 gennaio 1899 – 19 luglio 1981) è stato un politico e medico italiano.